# 카사 (아칸소주)

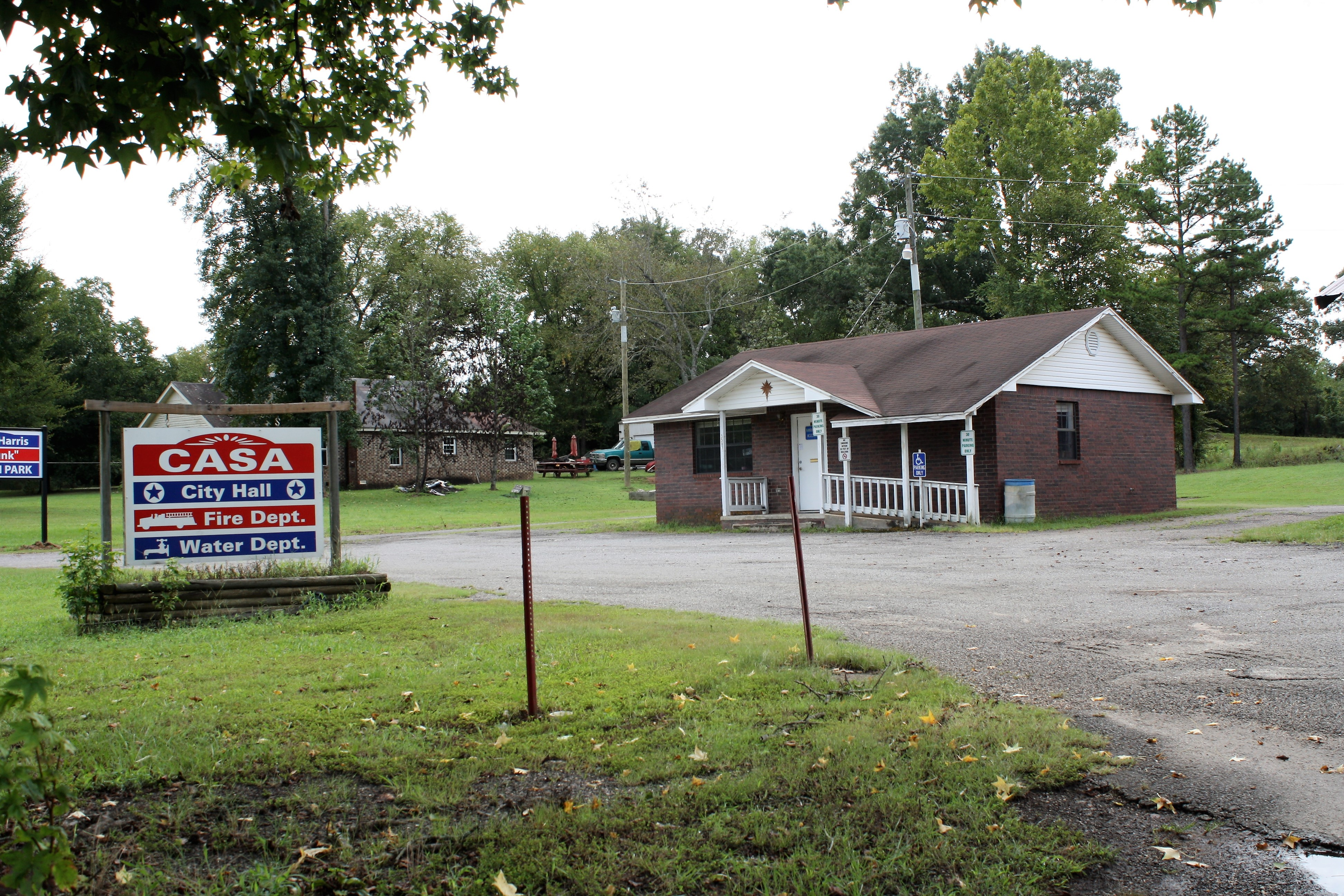
시청

카사(Casa)는 미국 아칸소주 페리군의 도시이다. 센트럴아칸소에 위치한 이 도시는 초기에 석탄 채굴, 목재 재배, 목화 경작으로 인해 성장하였다. 대공황 시기 때 인구 수가 상당히 감소하였으며 지역 경제는 회복되지 못했다. 인구 수는 2010년 인구 조사 기준으로 171명이다.

## 인구
| 인구조사                            | 인구 | Note  | %±     |
| ----------------------------------- | ---- | ----- | ------ |
| 1910년                              | 310  |       | —      |
| 1920년                              | 300  |       | −3.2%  |
| 1930년                              | 269  |       | −10.3% |
| 1940년                              | 245  |       | −8.9%  |
| 1950년                              | 184  |       | −24.9% |
| 1960년                              | 184  |       | 0.0%   |
| 1970년                              | 208  |       | 13.0%  |
| 1980년                              | 179  |       | −13.9% |
| 1990년                              | 200  |       | 11.7%  |
| 2000년                              | 209  |       | 4.5%   |
| 2010년                              | 171  |       | −18.2% |
| 2019 (추산)                         | 167  | [ 1 ] | −2.3%  |
| U.S. Decennial Census 2014 Estimate |      |       |        |